# Dar'ja Aleksandrovna Košeleva
Dar'ja Aleksandrovna Košeleva, in russo Дарья Александровна Кошелева? (23 dicembre 1752 – 21 febbraio 1836), è stata una nobildonna russa.

## Biografia
Era la figlia del consigliere di Stato Aleksandr Rodionovič Košelev (1718-1774), e di sua moglie, Anastasija Egorovna Eremeeva. Sua nonna paterna, Margarita Ivanovna Gluck, era la figlia del pastore Johann Ernst Gluck, precettore di Caterina I.
Suo padre era il figlioccio del principe Aleksandr Danilovič Menšikov e della principessa Anna Petrovna. Suo fratello, Rodion Aleksandrovič, era vicino all'imperatore Alessandro e al principe Aleksandr Nikolaevič Golicyn.

## Matrimonio
Nel 1772 sposò Pëtr Stepanovič Valuev (1745-1814), discendente da un'antica e povera famiglia aristocratica. Ebbero nove figli:
- Ekaterina Petrovna (1774-1848);
- Anastasija Petrovna;
- Praskov'ja Petrovna (1777-1857), sposò Nikolaj Ivanovič Aksakov;
- Anna Petrovna;
- Sof'ja Petrovna:
- Aleksandr Petrovič (1785-1822), sposò Elizaveta Feodorovna von der Brinken, ebbero un figlio: Pëtr Aleksandrovič;
- Pëtr Petrovič (1786-1812);
- Pavel Petrovič (1789-1805);
- Stepan Petrovič (?-1844), sposò in prime nozze Aleksandra Ladjzhenskaja, figliastra di Sergej Akimovič Maltsov, e in seconde nozze Elizaveta Maslova. Ebbe una figlia dal primo matrimonio: Elizaveta, che sposò Il'ja Dmitrievič Mukhanov.

Grazie ai parenti della moglie, la carriera di suo marito decollò. Durante l'offensiva francese su Mosca nel 1812, Dar'ja andò a vivere, insieme alle figlie, a Tambov, mentre i suoi figli era nell'esercito. Uno di loro, Pëtr, venne ucciso a Borodino.
Nel 1814 morì il marito. Nel 1819 chiese il permesso di costruire un monumento in ricordo della guerra del 1812.

## Morte
Morì il 21 febbraio 1836 e fu sepolta accanto a suo marito nel convento di Novodevichy.